# Instalacja odgromowa

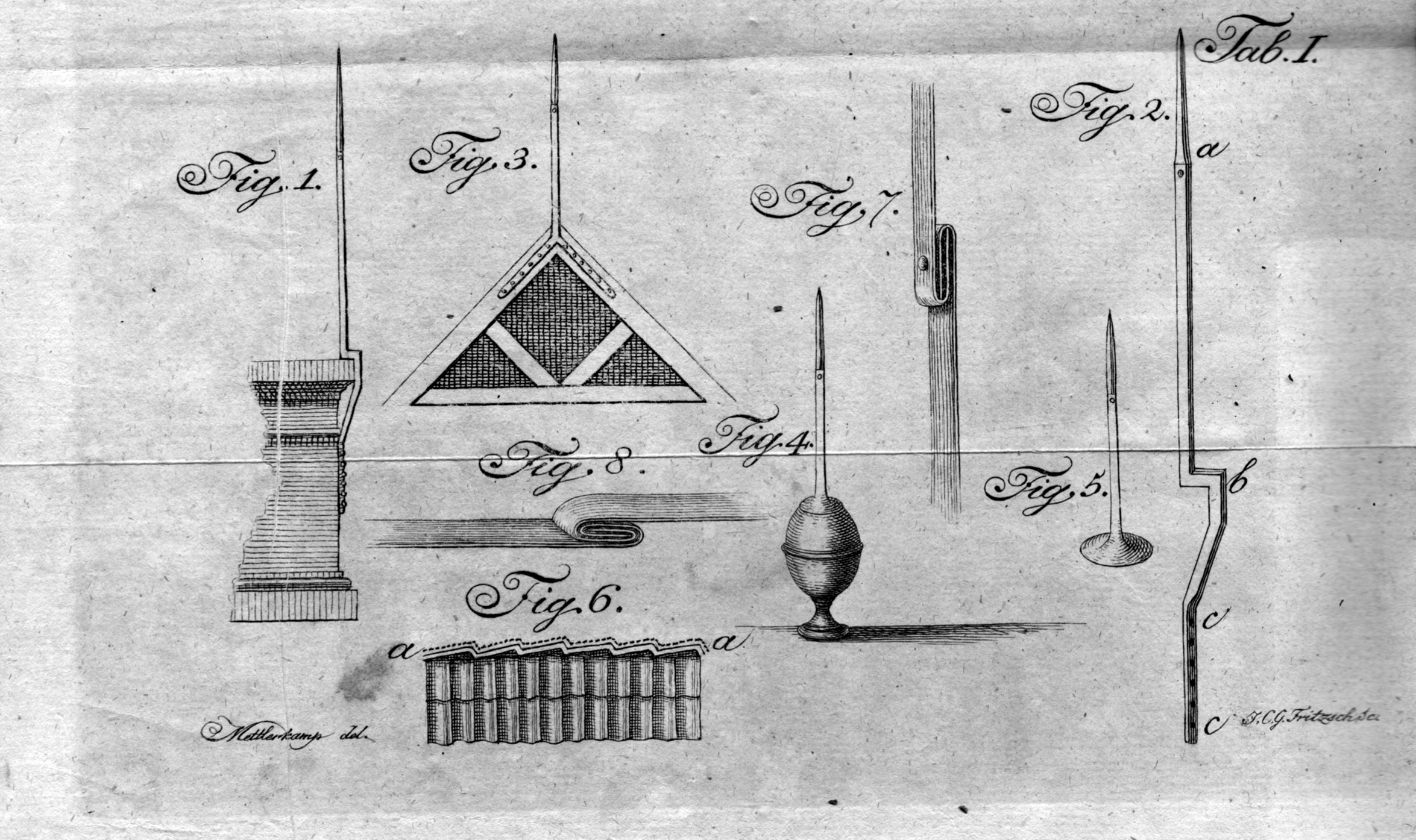
Ryciny elementów instalacji odgromowych z końca XVIII wieku

Diagram instalacji odgromowej

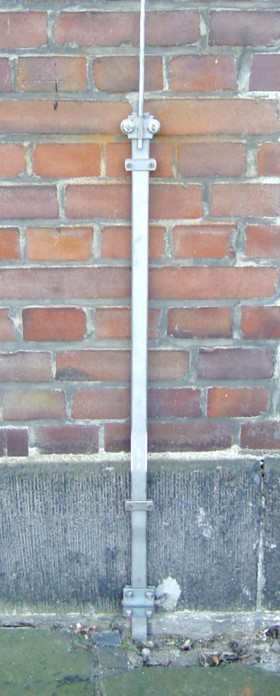
Miejsce połączenia przewodu odprowadzającego z uziomem

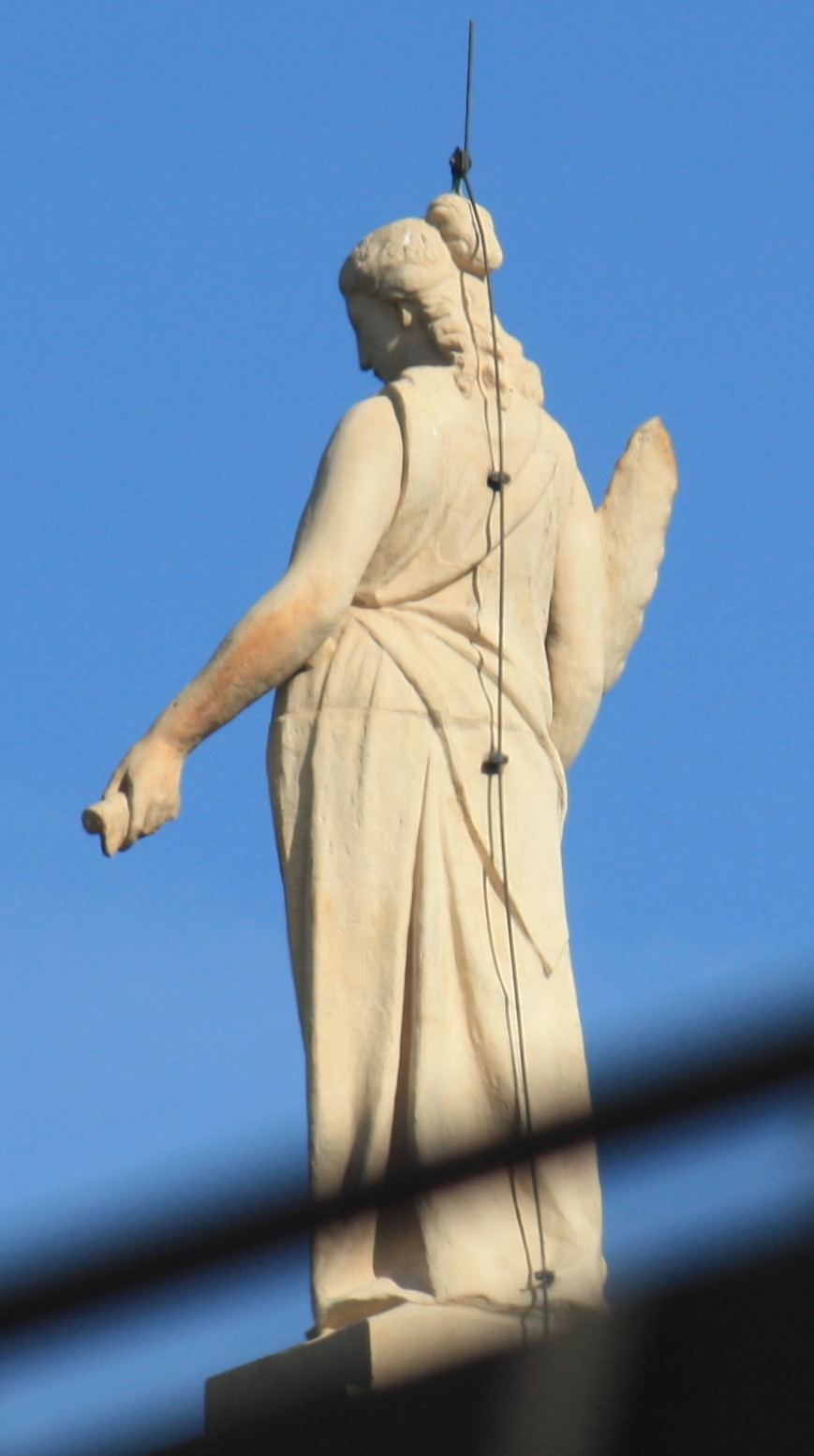
Posąg na budynku Landtagu Bawarii z instalacją odgromową

Instalacja odgromowa (z ang. LPS – Lightning Protection System, pop. piorunochron) – instalacja chroniąca obiekty przed porażeniami wynikłymi z wyładowań piorunowych. 

## Wstęp
Instalacje piorunochronne składają się ze:
- zwodów bezpośrednio przyjmujących wyładowania
- przewodów odprowadzających, łączących zwody z przewodami uziemiającymi
- przewodów uziemiających, łączących przewody odprowadzające z uziomem
- zacisków probierczych – stanowią rozłączane połączenia śrubowe przewodu odprowadzającego i przewodu uziemiającego w celu umożliwienia pomiaru rezystancji uziomu lub sprawdzenia ciągłości galwanicznej części nadziemnej instalacji odgromowej
- uziomu, odprowadzającego ładunek elektryczny do metalowych części umieszczonych w gruncie.

Zadaniem instalacji odgromowej jest przejęcie prądu piorunowego za pomocą układu zwodów, odprowadzenie go do ziemi oraz rozproszenie za pomocą układu uziomowego bez szkody dla chronionego obiektu i w sposób bezpieczny dla przebywających wewnątrz ludzi. 
Każdy ostro zakończony element przewodzący – w szczególności metalowe elementy dachu lub ściany, wystający poza jednolity zarys budynku może stać się naturalnym źródłem wyładowań elektrycznych w zjonizowanym powietrzu. Instalacje odgromowe chronią obiekty mieszkalne oraz ich mieszkańców przed pożarami i porażeniami wywołanymi uderzeniem piorunów. W instalacjach odgromowych stosuje się zwody naturalne, lub w przypadku ich braku – zwody sztuczne poziome lub pionowe. Ich celem jest w przypadku powstania wyładowania piorunowego – jak najszybsze zwiedzenie go ku gruntowi. 
Elementami wykorzystywanymi do budowy zwodów i przewodów odprowadzających są zewnętrzne metalowe warstwy pokrycia dachu lub w przypadku niepalnych warstw dachowych wewnętrzne warstwy i dźwigary metalowe, zbrojenia żelbetowe, wszelkie elementy metalowe wystające poza dach i metalowe pokrycia ścian. Jako uziomów naturalnych używa się metalowych części podziemnych, nieizolowanych żelbetowych fundamentów, metalowych rurociągów wodnych lub uziomów pobliskich obiektów budowlanych.
Instalacje odgromowe można dzielić względem typów na pasywne (tradycyjne) i aktywne. Najpopularniejsze przez lata były instalacje pasywne – wykorzystujące zwody niskie poziome. Wymagały one pokrycia siecią przewodów odprowadzających znacznych połaci dachów – rozciągnięcie ich po kominach i załomach dachowych (kalenicach, narożach i wzdłuż krawędzi szczytowej). W instalacjach tych używa się uziomu otokowego, poprzez opuszczanie przewodów uziemiających z każdej strony budynku, dzięki czemu każdy element mogący być miejscem przywołania pioruna zostaje uziemiony. Instalacje aktywne bazują na zwodach wysokich lub podwyższonych wystających wysoko ponad obiekty budowlane. Mają one działać w taki sposób, aby ściągać powstające wyładowania wprost na głowicę aktywną piorunochronu – przy ich stosowaniu wystarczy tylko jeden przewód odprowadzający. Pomimo przeprowadzonych badań nie udało się dowieść skuteczności rozwiązań aktywnych. W odniesieniu do polskiego i europejskiego prawodawstwa, w przypadku, gdy ochrona odgromowa jest wymagana prawem budowlanym, rozwiązanie aktywne nie może być zastosowane, ponieważ nie spełnia norm wymaganych przepisami.

## Historia
W dawnej Europie przesądy wskazywały na pioruny jako karę za grzeszne życie; obecność bociana na dachu budynku miała chronić domostwo od uderzenia pioruna.
W wyniku swych badań nad elektrycznością atmosferyczną w latach 1746–1752 i stwierdzenia elektrycznej natury pioruna Benjamin Franklin zaczął instalować w Filadelfii pierwsze piorunochrony własnego pomysłu w czerwcu lub lipcu 1752, a we wrześniu tegoż roku wyposażył w piorunochron własny dom. W roku 1782 liczba piorunochronów w Filadelfii przekroczyła 400.
W Europie – niezależnie od Benjamina Franklina – w latach 1750–1754 piorunochron wynalazł czeski teolog i przyrodnik Prokop Diviš. Instalację odgromową wybudowano również na niewianskiej krzywej wieży zbudowanej w Imperium Rosyjskim w latach 1725–1740.
W Londynie pierwszy piorunochron zainstalował na swym domu William Watson w 1762. Pierwszy piorunochron na terenie Polski zainstalowany został najprawdopodobniej w 1783 w Rawiczu na budynku Ratusza. W I Rzeczypospolitej dzięki inicjatywie króla Stanisława II Augusta wyposażono w tzw. wówczas „konduktory” Zamek Królewski w Warszawie. To wydarzenie upamiętnił Adam Tadeusz Naruszewicz w poemacie Na piorunochron umieszczony na Zamku Warszawskim. W roku 1784 ksiądz Józef Herman Osiński wydał pierwszy polski podręcznik elektrotechniki pt. Sposób ubezpieczający życie i majątki od piorunów, przedstawiając w niej poradnik montażu jak i ratowania osób poszkodowanych w wyniku porażenia piorunem.
Początkowo nie wszyscy darzyli piorunochrony zaufaniem. Badacz elektryczności, francuski ksiądz Jean-Antoine Nollet, przekładał tradycyjny sposób przeciwdziałania piorunom za pomocą bicia w dzwony kościelne – jego zdaniem piorunochrony „raczej mogą ściągać na nas pioruny niż chronić nas przed nimi”. 
W przeciwieństwie do Franklina, niektórzy uczeni byli za tępym zakończeniem piorunochronu. Współczesne badania uznają takie zakończenie za lepsze. Po wyzwoleniu się kolonii amerykańskich niechętny Franklinowi król brytyjski Jerzy III Hanowerski usiłował skłonić Royal Society do zajęcia takiego stanowiska. Wówczas prezes Towarzystwa Królewskiego, John Pringle dał mu słynną odpowiedź: „Sir, nie potrafię zmieniać praw ani zjawisk natury”. „W takim razie podaj się lepiej do dymisji” – poradził mu władca.

## Piorunochron laserowy
Ponieważ piorun rozpoczyna wędrówkę do ziemi tworząc kanał z odcinków linii najmniejszego oporu (pomiędzy punktami o najwyższym i najniższym potencjale) prowadzone są prace, których celem jest zbudowanie urządzenia do sterowania torem pioruna. W tym celu wykorzystuje się wiązkę laserową do podgrzania powietrza w celu jego zjonizowania. Istnieje duże prawdopodobieństwo, że piorun uderzy właśnie wzdłuż zjonizowanego kanału powietrznego z powodu zmniejszonego oporu elektrycznego.
Metoda „piorunochronu laserowego” (aktywnego) została jednak zakwestionowana przez większość środowiska naukowego.